# Съедобные цветки
Съедобные цветки — генеративные части цветковых растений, употребляемые в пищу.
Использовать цветы в кулинарии начали более 2 тыс. лет назад. Данные растения применяли в пищу народы Древнего Рима, Греции, ацтеки. В Греции еду искусно украшали не только лепестками, но и целыми бутонами. Эти блюда появились независимо друг от друга в многих районах планеты: Япония, Китай, Ливия, Индия; позже проникли в итальянскую и французскую кухню. Однако после открытия водного пути в Индию цветы утратили свою ценность в качестве приправ для людей высоких сословий, и на их место пришли пряности (корица, тмин и др.). Вскоре стали исчезать и прочие блюда с цветами, так как появились новые съедобные растения, однако цветы продолжали использовать в пищу наибеднейшие слои населения. Вновь популярными цветы стали в 80-х годах XX века и остаются востребованными по сегодняшний день, но не в качестве повседневной пищи, а деликатеса.
В настоящее время в пищу употребляются более 45 видов цветов. Встретить цветы в меню ресторанов Европы сложно, а вот в Азии они числятся в качестве дорогого и эксклюзивного блюда. Также эта культура приобрела большую популярность у туристов.

## Роза
В наше время самой востребованной потребителями съедобной цветочной культурой является роза. Основным поставщиком этого деликатеса являются цветочные плантации города Куэнка в Эквадоре. Поля с необычными цветами находятся в экологически чистых горных районах города, где местные умельцы возделывают плантации без использования пестицидов и химических удобрений, поливая талой водой снежных вершин Анд и используя только естественные удобрения. На Среднем Востоке повара используют этот ингредиент на протяжении сотен лет. На сегодняшний день лепестки роз также собирают с обширных полей Ливии, но количество съедобных роз среди остальных невелико. Производство данного продукта весьма затратно, но владельцы плантаций Куэнка уверены в успехе проекта, так как заказы на диковинный десерт поступают со всего мира, хотя полакомиться салатами и кондитерскими изделиями с розами пока что можно только в ресторанах Нью-Йорка и Барселоны. Этот ингредиент обладает также целебными свойствами, так как в нём высокое содержание кальция и витамина C. Дегустаторы деликатеса говорят, что лепестки роз имеют необычный с лёгким привкусом рукколы вкус. Однако ценятся «гастрономические» розы ещё из-за маленького масштаба производства, потому что из всех цветов одной плантации только около 100 тыс. выращивают в гастрономических целях. Туристические маршруты Эквадора пополнены посещением плантаций с необычной культурой, где туристы могут попробовать розы на вкус прямо с куста.

## Огуречная трава или бурачник
Своим названием растение обязано запаху, который очень похож на огуречный. Из этого цветка изготавливают различные настои, чаи, используют в салатах, так как он содержит витамины А и С, а также каротин и эфирные масла. Воинам Древнего Рима для укрепления духа и мужества очень часто добавляли в рацион блюда из бурачника, а в Средневековье рыцари перед турниром выпивали настойку из огуречной травы и некоторые украшали голову венками из этого цветка.

## Георгин
Этот цветок был впервые привезён в Европу испанским путешественником Социно в 1784 году из Мексики в Мадрид. Тогда ещё не были выведены селекционерами махровые и другие виды георгинов, они были только красных и розовых расцветок. Путешественник преподнёс клубни растений Филиппу V, так как Социно считал их съедобными. Повара перепробовали многие способы их обработки, но добиться съедобного вида им не удалось, однако растение прижилось в садах Испании, а позже его лепестки стали использовать в качестве украшения блюд.

## Настурция
Впервые настурция была описана в дневниках дочери Линнея. Первыми в кулинарии её попробовали использовать французы, они стали добавлять её в салаты и другие блюда. Особую ценность настурция приобрела из-за содержания в семенах растения алкалоида, который считается прекрасным средством от цинги. Растение также содержит витамин C, белки и минеральные вещества. Важнейшей пищевой культурой настурция является для жителей Южной Америки, кроме того, она популярна у жителей Англии.

## Хризантема
Хризантемы очень популярны в восточных странах: Китае, Японии. Их ценят из-за лекарственных свойств. Эти цветы добавляют в салаты, но также едят и в сыром виде. В пищу идут и побеги, и листья, и соцветия этих цветов.

## Прочее
- Цветки цуккини
- календула
- лилия
- герань
- лаванда
- маргаритка
- фиалка
- одуванчик
- лилейник
- цветок Юкки
- бархатцы
- крокус
- анютины глазки
- тюльпаны
- ромашка
- василёк
- гвоздика
- клевер
- фуксия
- гладиолус
- мальва
- подсолнух

## Засахаренные цветы
В кулинарии цветы часто используются в засахаренном виде как самостоятельный десерт или украшение других десертов. Эта традиция происходит из арабских стран.